# Streukelerzijl
Streukelerzijl is een gemaal nabij de Overijsselse stad Hasselt.

## Beschrijving
Het poldergemaal Streukelerzijl werd gebouwd in 1925. Het was aanvankelijk uitgerust met twee schroefpompen die aangedreven werden door een Crossley horizontale 2 cilinder dieselmotor - oorspronkelijk een ruwoliemotor - en door een elektromotor van Heemaf. In 1954 en in 1964 werden er centrifugaalpompen bijgeplaatst, aangedreven door dieselmotoren van Stork. In 1990 werd een nieuwe elektromotor geplaatst, maar de oude Crossley-motor is nog steeds in noodgevallen te gebruiken. Het gemaal zorgt voor de afwatering van de achterliggende polder Haerst-Genne, waarvan het water aangevoerd wordt door de Groote Grift. Naast het gemaal Streukelerzijl werd in 1979 een tweede gemaal gebouwd, het vijzelgemaal Galgenrak. Beide gemalen bemalen tevens de Dedemsvaart, die via een omleiding naar dit punt wordt geleid. De afwatering geschiedt via het Galgenrak op het Zwarte Water.